# ريتشارد بويس
ريتشارد بويس (بالإنجليزية: Richard Bowes)‏ (8 يناير 1944، بوسطن في الولايات المتحدة)؛ روائي أمريكي.